# 罗艺

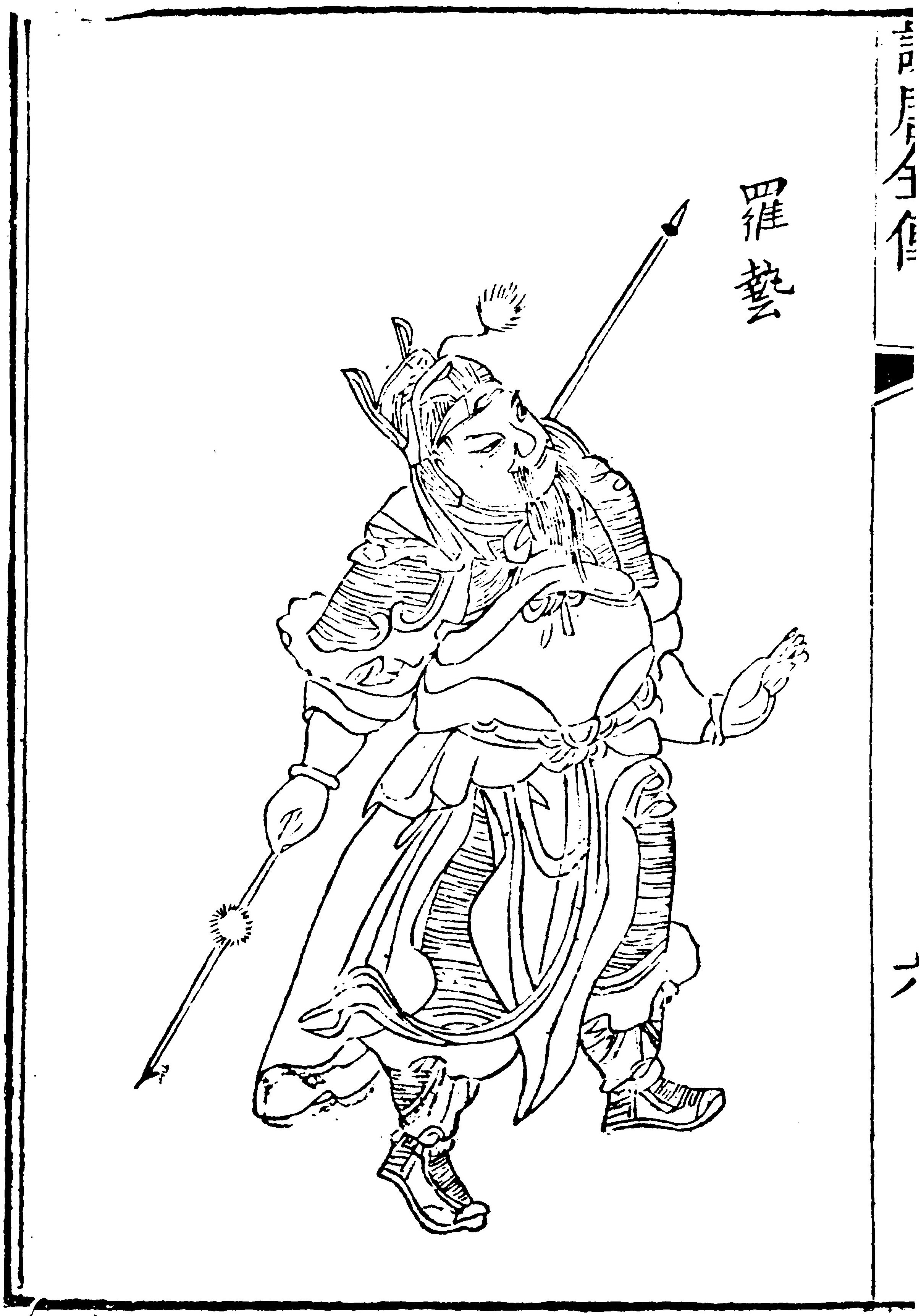
《說唐演義全傳》，羅藝

罗艺（588年—627年），字子廷，襄州襄阳县人。唐初將領，曾赐李姓，封為燕郡王、左翊卫大将军。後因在贞观元年谋反，逃亡而被殺。

## 生平
史书未记载罗艺生年。本襄阳人也，寓居京兆之云阳县（在今陕西省咸阳市境）。父荣，隋监门将军。罗艺生性刚愎殘酷，作战勇猛，善用槊。隋炀帝大业中，以战功升至虎贲郎将。辽东之役时，李景以武卫大将军督饟北平，罗艺是他的部下。后天下群雄并起，罗艺在镇压农民义军的同时，乘机排除异己，开仓分粮给穷人，自称「幽州总管」。
义宁二年（618年）三月，宇文化及杀炀帝杨广后，至山东，遣使招降罗艺，罗艺说：“我隋旧臣，今大行颠覆，义不辱于贼。”斩使者，为炀帝发丧三日。
此时窦建德、高开道也遣使招降罗艺，罗艺对官属说：“建德等皆剧贼，不足共功名，唐公起兵据关中，民望所系，王业必成，吾决归之。敢异议者戮！”
此时唐朝派张道源抚辑山东，亦谕罗艺降，武德二年（619年），罗艺奉表归降唐朝。诏封燕王，赐姓李，豫属籍。其后数次与窦建德战，多有战功。
秦王李世民击刘黑闼，高祖诏罗艺弟监门将军罗寿以兵从，罗艺自率众数万破刘十善、张君立于徐河（今河北保定東北）。刘黑闼引突厥入寇，罗艺复以兵与皇太子李建成会洺州，遂请入朝。皇帝李渊厚礼之，拜为左翊卫大将军。罗艺自负其功，为人傲慢，秦王李世民亲信曾到其营，罗艺接待十分轻慢。高祖大怒，很久才平息怒火。此时突厥强横，需要藉罗艺的威名使其忌惮，于是下诏以本官领天节军将，镇泾州（今甘肃省涇川縣北部）。
武德九年八月（626年）李世民迫使高祖禪位，登基為帝，进罗艺為开府仪同三司。但罗艺想及前事，内心恐惧，终于谋反，诡言阅兵，集合兵马后，称被密诏入朝，行军至豳，治中赵慈皓出谒，于是乘机占领此州。李世民命长孙无忌、尉迟敬德讨伐罗艺，大军未至，慈皓与统军杨岌谋诛罗艺，被罗艺查觉，捕捉慈皓。杨岌带兵驻扎城外，随即攻之，罗艺战败，抛弃妻儿，带数百骑奔往突厥。羅藝到达宁州后，骑兵所剩无几，羅藝的部下將他斬殺，送給唐兵報功，传首帝都，枭于集市。
其弟罗寿当时为利州都督，亦诛。

## 罗家将系列小说
清代小说《说唐》中罗艺被窦建德部将苏定方用弓箭射伤左目，不治而死。
而據小說《隋唐演義》的記載，羅藝有子羅成，乃秦瓊的表弟。章回小說《羅通掃北》的男主角羅通則被指為羅藝之孫。劇目《粉妝樓》裡的羅燦、羅焜等均被指為羅藝後裔。历史上，罗艺发迹是在隋朝末年，他和秦叔宝也没有亲戚关系，小说中除了罗艺的根据地是幽州外，全是作者虚构。羅成的大部分故事来源的历史原型就是罗士信，而罗士信和罗艺也没有关系。详见《兴唐传》。

## 影視形象
- 1996年电视剧《隋唐演义》：郝宗谦饰
- 2003年电视剧《隋唐英雄传》：高雄饰
- 2007年电视剧《贞观长歌》：张铁林饰
- 2012年电视剧《隋唐英雄》：毕海峰饰
- 2013年电视剧《隋唐演义》：王建新饰

## 延伸阅读
[在维基数据编辑]
 《舊唐書·卷56》，出自刘昫《舊唐書》
 《新唐書·卷092》，出自《新唐書》
 在维基共享资源阅览影像